# گرانیت‌ویل (ورمانت)
گرانیت‌ویل (به انگلیسی: Graniteville) یک منطقهٔ مسکونی در ایالات متحده آمریکا است که در Barre واقع شده‌است. گرانیت‌ویل ۴٫۵ کیلومتر مربع مساحت و ۷۸۴ نفر جمعیت دارد و ۳۸۵٫۲۷ متر بالاتر از سطح دریا واقع شده‌است.